# San Juan Carpizo
San Juan Carpizo är en ort i Mexiko.   Den ligger i kommunen Champotón och delstaten Campeche, i den östra delen av landet, 900 km öster om huvudstaden Mexico City. San Juan Carpizo ligger 11 meter över havet och antalet invånare är 355.
Terrängen runt San Juan Carpizo är platt. Runt San Juan Carpizo är det glesbefolkat, med 11 invånare per kvadratkilometer. Närmaste större samhälle är Maya Tecún I, 16,7 km söder om San Juan Carpizo. I omgivningarna runt San Juan Carpizo växer i huvudsak lövfällande lövskog.